# ヴァルグレゲンティーノ
ヴァルグレゲンティーノ（伊: Valgreghentino）は、イタリア共和国ロンバルディア州レッコ県にある、人口約3,400人の基礎自治体（コムーネ）。

## 地理

### 位置・広がり
レッコ県南部のコムーネ。県都レッコから南へ10km、ベルガモから西北西へ22km、州都ミラノから北北東へ38kmの距離にある。

#### 隣接コムーネ
隣接するコムーネは以下の通り。
- アイルーノ
- コッレ・ブリアンツァ
- ガルビアーテ
- オルジナーテ

### 気候分類・地震分類
気候分類では、zona E, 2501 GGに分類される。
また、イタリアの地震リスク階級 (it) では、zona 3 (sismicità bassa) に分類される。

## 行政

### 分離集落
ヴァルグレゲンティーノには、以下の分離集落（フラツィオーネ）がある。
- Biglio, Dozio, Parzanella, Villa San Carlo, Buttarello, Buttello, Campiano, Cà Nova, Miglianico, Molino, Molinello, Taiello, Borneda, Parzano, Pianello, Ganza, Ganzetta, Lazzareto, Magliaso, Ospedaletto, Selvetta, Cà Berto

### 山岳部共同体
レッコ県とベルガモ県にまたがる広域自治体「ラーリオ・オリエターレ＝ヴァッレ・サン・マルティノ山岳部共同体」  (it:Comunità montana Lario Orientale - Valle San Martino)  （事務所所在地: レッコ県ガルビアーテ）に属するコムーネである。

## 姉妹都市
- Saint-Rémy-en-Rollat、フランス